# Choerades femorata
Espèce
Choerades femorata est une espèce d'insectes prédateurs de l'ordre des diptères, de la famille des asilidés.